# 赛甫丁
赛甫丁（？—？）是元末福建泉州的波斯人，为亦思巴奚军主要领袖，亦思巴奚兵乱的主要发动者之一。他是什叶派穆斯林。
元至正十七年三月（1357年3月21日—4月19日），赛甫丁和阿迷里丁（当时皆为元朝的“义兵万户”）一起率亦思巴奚军驱逐元朝任命的泉州官吏，控制泉州。至正十八年（1358年），福建行省发生「省宪构兵」，到福建担任平章政事（行省）的普化帖木儿与福建廉访佥事（憲司）般若帖木儿发生冲突，普化帖木儿邀请亦思巴奚军攻打般若帖木儿，赛甫丁遂和兴化分省的三旦八、安童的部队合兵北上攻占了般若帖木儿占据的福州。之后，赛甫丁占据福州长达4年，并参与了兴化的内战。
至正二十二年四月（1362年4月25日－5月23日），燕只不花被调任福建行省平章，但赛甫丁关闭福州城门拒绝燕只不花进入，燕只不花随即调集陈友定等福建各路军队围攻福州城，赛甫丁战败被围困三个月，终于接受调停，于六月（1362年6月22日－7月21日）乘船从海路离开福州返回泉州，从此失势。